# روبرت كارتر (لاعب كرة سلة)
روبرت كارتر (4 أبريل 1994 في الولايات المتحدة - ) (بالإنجليزية: Robert Carter)‏ هو لاعب كرة سلة أمريكي في مركز هجوم قوي الجسم. لعب مع Maryland Terrapins ‏.

## وصلات خارجية
- روبرت كارتر على موقع الدوري الأوروبي لكرة السلة (الإنجليزية)
- روبرت كارتر على موقع دوري كرة السلة الياباني للمحترفين (اليابانية)
- روبرت كارتر على موقع كرة السلة الأوروبية.كوم (الإنجليزية)
- روبرت كارتر على موقع كلية كرة السلة في سبورتس رفرنس.كوم (الإنجليزية)
- روبرت كارتر على موقع ريلجم (الإنجليزية)
- روبرت كارتر على موقع بروبوليرز (الإنجليزية)
- روبرت كارتر على موقع سبورتس رفرنس (الإنجليزية)